# 金平玉山竹
金平玉山竹（学名：Yushania bojieiana）为禾本科玉山竹属下的一个种。

## 扩展阅读
- 維基物種上的相關：金平玉山竹